# Vila Lage
Vila Lage é um bairro de São Gonçalo, pertencente ao  distrito de Neves, e nela que atualmente está localizada o Espaço São Jorge. 
Esse bairro foi construído no ano de 1920, para abrigar os trabalhadores do estaleiro da Costeira S/A do famoso empreendedor Henrique Lage. O Vila Lage é um charmoso conjunto de construções habitacionais que segue um padrão arquitetônico capaz de nos levar a um encantamento muitas vezes nostálgico de um tempo passado. O estilo acolhedor das casas, com grandes portas e janelas de madeira, além das suas varandas convidativas se mantém preservadas por alguns herdeiros dos antigos operários que reconhecem a importância de manter viva a história da vila que se confunde com as suas próprias histórias e memórias. O bairro do Vila Lage é um vestígio no tempo e no espaço das transformações urbanas, econômicas e sociais, do São Gonçalo do início do século XX.

## História
Antes de ser conhecida pelo nome “Vila Lage”, a área em que se consolidou o futuro bairro  era chamada de “Vila Operária”. A vila de casas geminadas foram construídas entre os anos 1920 e 1921 a mando de uma fábrica local para que ali seus funcionários pudessem morar. 
Posteriormente, em 1942, a comunidade recebeu o Clube Social Vila Lage, trazendo consigo grande prestígio e orgulho aos habitantes locais. As reformas diferenciadas das casas promoveu a descaracterização da vila, processo iniciado ao final do século XX. 

## Clima
O clima do bairro é o mesmo de todo o município de São Gonçalo, ameno e quente (20º a 35º).

## IDH
Seu último IDH, Índice de Desenvolvimento Humano, com dados de 2010, era de 0,810. Sendo então classificado como muito alto. 